# 홀

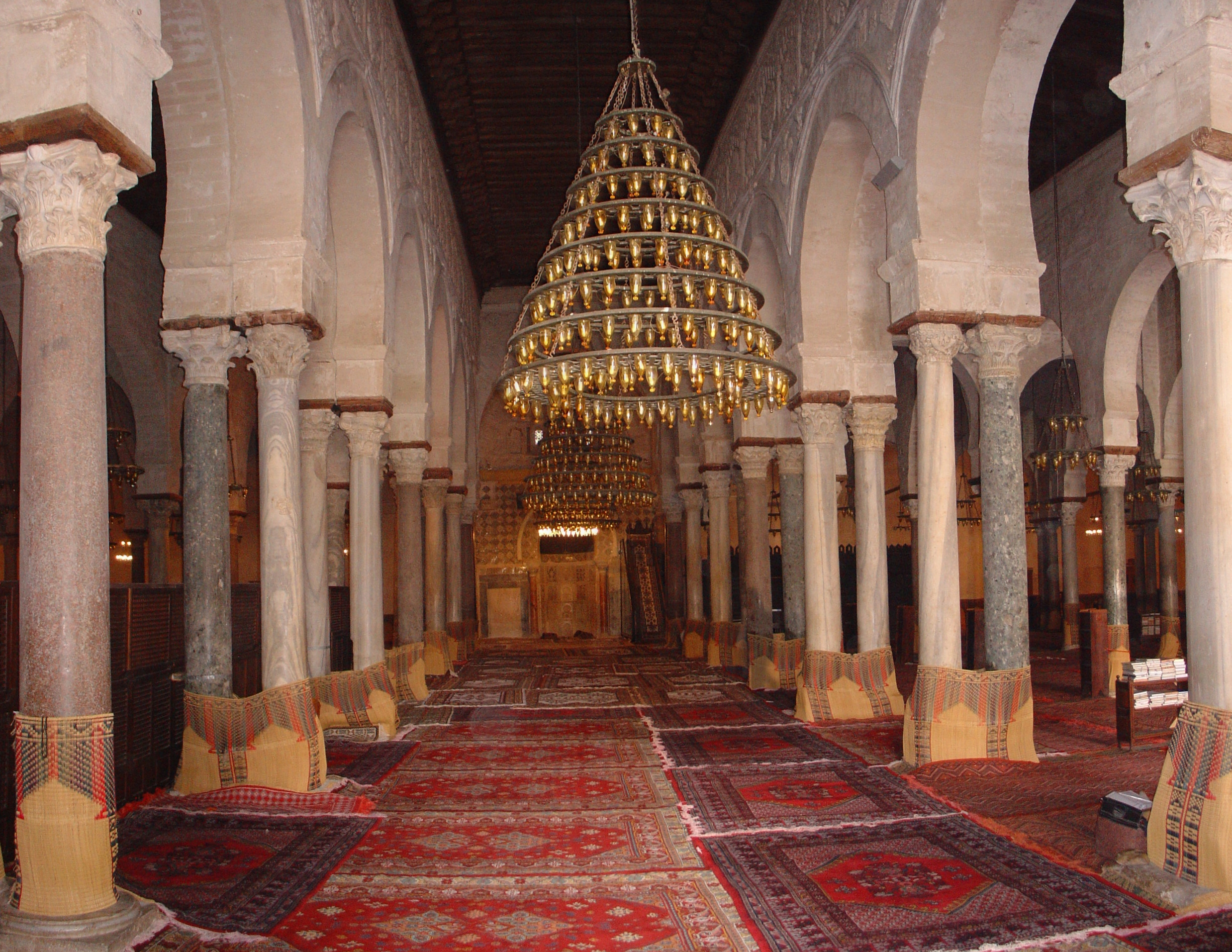
카이르완 대 모스크의 기도실 홀.

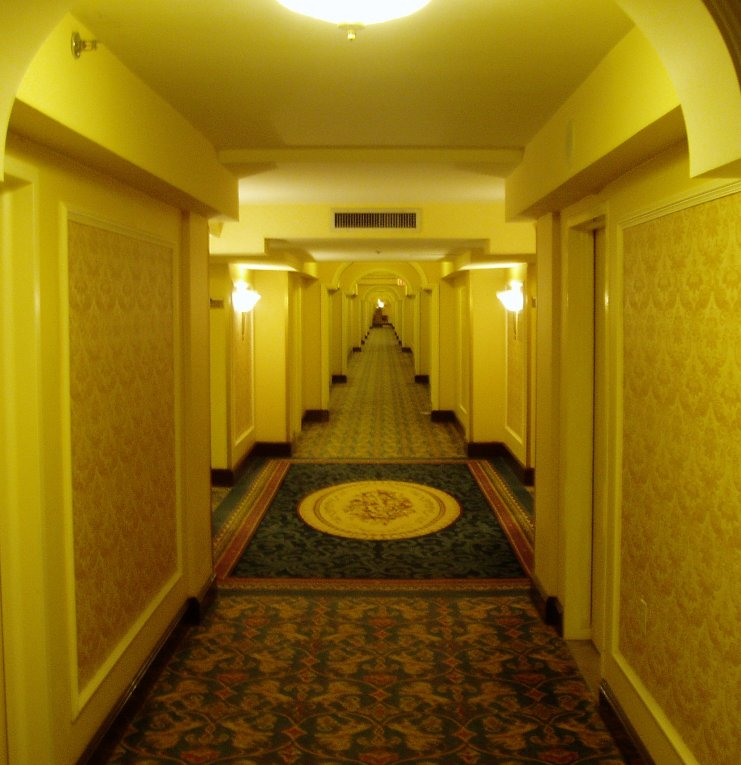
로얄 요크 호텔의 복도 / 회랑

홀(영어: Hall)은 지붕과 벽으로 둘러싸인 비교적 큰 공간을 지닌 건축물이다. 철기 시대 북유럽과 중세 초기에 미드 홀은 영주와 그의 가신들이 먹고 자는 곳이었다. 중세 후기의 그레이트 홀은 성과 대저택에서 제일 큰 방으로 보통 공동식사를 하거나 하인들이 자는 방이었다. 더 복잡한 집 계획이 개발됨에 따라 홀은 무도회와 대잔치를 위한 큰 방으로 남아 있었고, 종종 하인들이 자고 있었다. 현대 영국 주택에서 현관은 보통 정문 바로 안쪽에 있었으며, 현관 옆의 현관은 본질적으로 복도일지라도 필수 불가결한 기능으로 남아 있다.
오늘날 집의 (입구) 홀은 방으로 직접 및 / 또는 간접적으로 이어지는 정문 또는 현관 옆의 공간이다. 집의 현관 안쪽 홀이 길게 연장되는 경우에는 통로 또는 복도로도 불린다.

## 역사
따뜻한 기후에서는 부자들의 집이 종종 안뜰 주위에 지어졌지만 북부 지역에서는 저택이 그레이트 홀 주위에 지어졌다. 홀은 불구덩이가 있는 집이었고, 집의 모든 주민들이 먹거나 일하고 잠을 자는 곳이었다. 이 형식의 한 가지 일반적인 예는 롱하우스이다. 홀 주변에 있는 별도의 방에서는 특히 지저분한 작업만 수행된다. 오늘날에도 홀이라는 용어는 홀하우스, 특히 윌덴 홀하우스와 같은 컨트리하우스 및 매너하우스를 지칭하는 데 자주 사용된다.
나중에 중세 유럽에서, 그레이트 홀은 성이나 매너하우스의 거실이었으며, 중세 건물에서 홀은 화재가 진압된 곳이었다. 난방 기술이 향상되고 프라이버시에 대한 욕구가 커지면서 각종 기능이 홀에서 다른 방으로 옮겨졌다. 먼저 집주인은 개인 침실과 식사 공간으로 물러났다. 시간이 지남에 따라 하인과 아이들도 자신의 지역으로 이사했고, 작업 프로젝트에는 특별한 기능을 위해 홀을 떠나는 자신의 방이 주어졌다. 시간이 지남에 따라 기숙, 부엌, 응접실 등의 기능은 별도의 방으로 분리되었고 부엌의 경우 별도의 건물로 분리되었다.
근대 초기까지는 대부분의 인구가 1인실이 있는 집에서 살았지만, 17세기에는 하층에서도 두 번째 방이 생기기 시작했는데, 거실은 홀이고 두 번째 방은 응접실이었다. 홀과 응접실 집은 영국에서 발견하고 1620년부터 1860년까지 미국의 일부에 근본적인 역사적 평면도 계획이었다.
유럽에서 부유한 사람들이 여러 방을 수용했을 때 처음에 일반적인 형태는 방이 서로 직접 연결되는 엔필라드였다. 1597년 존 토프는 최초로 여러 개의 연결된 방을 각각 별도의 문으로 접근할 수 있는 복도를 따라 방으로 교체한 기록이 존재하는 건축가이다.

## 같이 보기
- 미드 홀
- 그레이트 홀